# ビリー・ギルモア
ビリー・ギルモア（Billy Gilmour, 2001年6月11日 - ）は、スコットランド・グラスゴー出身のプロサッカー選手。セリエA・SSCナポリ所属。スコットランド代表。ポジションはミッドフィールダー。

## 経歴

### クラブ
2009年に地元グラスゴーに本拠地を置くレンジャーズの下部組織に入団。
2017年5月10日、チェルシーがレアル・マドリード、バルセロナ、マンチェスター・ユナイテッド、バイエルン・ミュンヘンなどとの争奪戦を制し、ギルモアとの契約を締結。移籍後50万ポンドと報じられている。
2019-20シーズンにトップチームに昇格し、2019年8月31日のシェフィールド・ユナイテッド戦で、プレミアリーグ初出場を果たした。3月3日FAカップ5回戦リヴァプール戦でスタメン出場、プレミアリーグ第29節、3月8日エヴァートン戦でプレミアリーグでは初のスタメン出場となった。
2021年7月2日、ノリッジ・シティに1シーズンのローン移籍。
2022年9月1日、5年契約でブライトンに完全移籍。移籍金は最大で1,600万ポンドと報じられている。
2024年8月30日、5年契約でイタリアのナポリに完全移籍。

### 代表

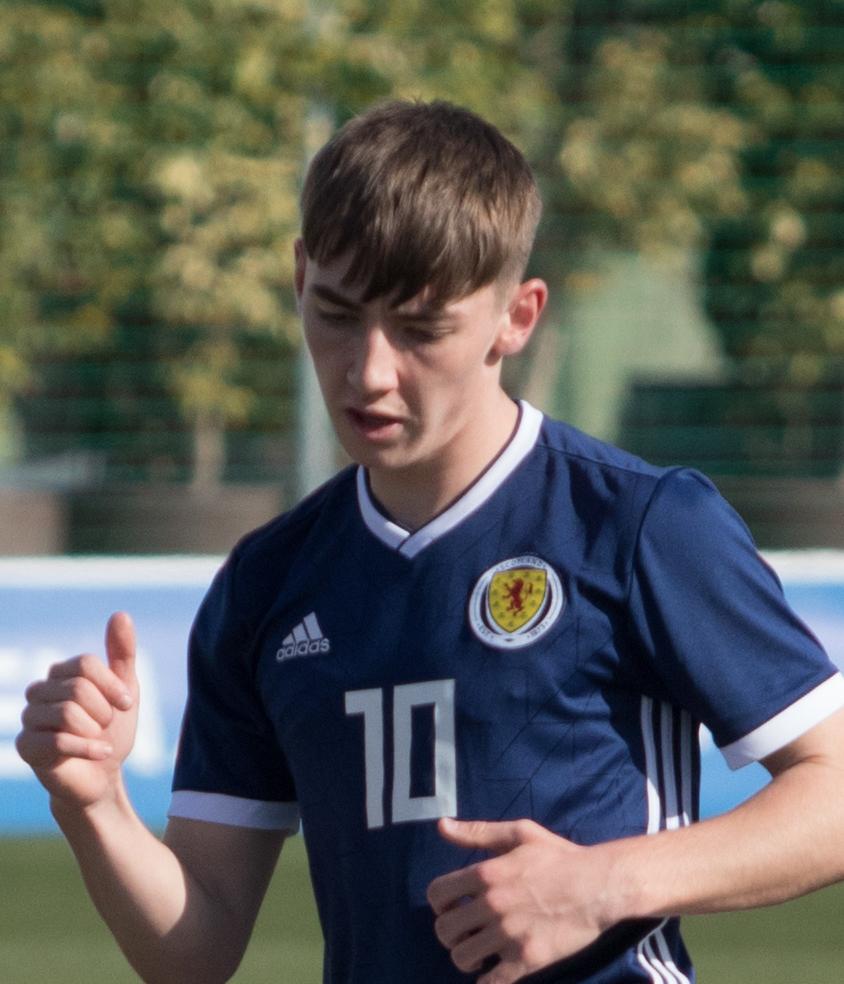
U-19スコットランド代表でのギルモア

2015年からスコットランドの世代別代表に招集され、2018年にはU-21代表としてトゥーロン国際大会に出場した。
2020年5月、A代表未出場ながらUEFA EUROに臨むメンバーに選出された。EURO開幕直前の6月2日、オランダとの親善試合で後半81分から途中出場し、A代表デビュー。
2023年10月17日、フランスとの親善試合で代表初ゴールを記録した。
UEFA EURO 2024に選出

## 人物
- 2019年8月、イギリスのメディア「COPA90」で、2019-20シーズン注目の若手選手に久保建英、フェデリコ・バルベルデ、李康仁らと共に特集された[12]。
- 憧れの選手はアンドレス・イニエスタで「ボールの奪い方、パス、プレースタイルが大好きだった」と話している[13]。
- 2021年に20歳でスコットランド代表に招集され、UEFA EURO 2020に出場。しかし、グループリーグ第2戦のイングランド戦の試合後のPCR検査でCOVID-19に感染していたことが判明。更にその状態でベン・チルウェルとメイソン・マウントとロッカールーム前で健闘を称え合ったことで、チルウェルとマウントも濃厚接触者認定を受けてしまった[14][15]。

## 個人成績

### クラブ
| 国内大会個人成績 | 国内大会個人成績 | 国内大会個人成績 | 国内大会個人成績 | 国内大会個人成績 | 国内大会個人成績 | 国内大会個人成績 | 国内大会個人成績 | 国内大会個人成績 | 国内大会個人成績 | 国内大会個人成績 | 国内大会個人成績 |
| 年度             | クラブ           | 背番号           | リーグ           | リーグ戦         | リーグ戦         | リーグ杯         | リーグ杯         | オープン杯       | オープン杯       | 期間通算         | 期間通算         |
| 年度             | クラブ           | 背番号           | リーグ           | 出場             | 得点             | 出場             | 得点             | 出場             | 得点             | 出場             | 得点             |
| イングランド     | イングランド     | イングランド     | イングランド     | リーグ戦         | リーグ戦         | FLカップ         | FLカップ         | FAカップ         | FAカップ         | 期間通算         | 期間通算         |
| ---------------- | ---------------- | ---------------- | ---------------- | ---------------- | ---------------- | ---------------- | ---------------- | ---------------- | ---------------- | ---------------- | ---------------- |
| 2019-20          | チェルシー       | 47               | プレミアリーグ   | 6                | 0                | 2                | 0                | 3                | 0                | 11               | 0                |
| 2020-21          | チェルシー       | 23               | プレミアリーグ   | 5                | 0                | 0                | 0                | 4                | 0                | 9                | 0                |
| 2022-22          | ノリッジ・シティ | 8                | プレミアリーグ   | 24               | 0                | 2                | 0                | 2                | 0                | 28               | 0                |
| 2022-23          | ブライトン       | 27               | プレミアリーグ   | 14               | 0                | 2                | 0                | 1                | 0                | 17               | 0                |
| 2023-24          | ブライトン       | 11               | プレミアリーグ   | 30               | 0                | 1                | 0                | 2                | 0                | 33               | 0                |
| 2024-25          | ブライトン       | 11               | プレミアリーグ   | 2                | 0                | 0                | 0                | 0                | 0                | 2                | 0                |
| イタリア         | イタリア         | イタリア         | イタリア         | リーグ戦         | リーグ戦         | イタリア杯       | イタリア杯       | オープン杯       | オープン杯       | 期間通算         | 期間通算         |
| 2024-25          | ナポリ           | 6                | セリエA          | 26               | 0                | 2                | 0                | -                | -                | 28               | 0                |
| 通算             | イングランド     | イングランド     | プレミアリーグ   | 81               | 0                | 7                | 0                | 12               | 0                | 100              | 0                |
| 通算             | イタリア         | イタリア         | セリエA          | 26               | 0                | 2                | 0                | -                | -                | 28               | 0                |
| 総通算           | 総通算           | 総通算           | 総通算           | 107              | 0                | 9                | 0                | 12               | 0                | 128              | 0                |

### 代表
| スコットランド代表 | 国際Aマッチ | 国際Aマッチ |
| 年                 | 出場        | 得点        |
| ------------------ | ----------- | ----------- |
| 2021               | 10          | 0           |
| 2022               | 6           | 0           |
| 2023               | 7           | 1           |
| 2024               | 13          | 1           |
| 2025               | 4           | 0           |
| 通算               | 40          | 2           |

## タイトル

### クラブ
チェルシー
- UEFAチャンピオンズリーグ（2020-21）[16]

ナポリ
- セリエA（2024-25）[17]